# Eren Groupe
Pour les articles homonymes, voir EREN.
Eren Groupe est une entreprise basée au Luxembourg, spécialisée dans l'économie de l'énergie, la production d'énergies renouvelables et le stockage d'énergie. Elle est également présente dans les domaines du sport et de la culture.
Le Groupe Eren dispose d’un effectif de plus de 613 personnes réparties à travers monde. Le total des capitaux propres consolidés à fin 2022 représente un montant de 884,834 milliards d'euros.

## Activités
Le Groupe Eren se spécialise autour de trois grands métiers : la production d'énergies renouvelables (éolien, solaire, hydrogène, biomasse, nouvelle génération d'énergie nucléaire), l'économie d'énergie (technologies permettant d'optimiser la consommation d'énergie des bâtiments) & le stockage d'énergie (technologies de géo stockage, ou par l'utilisation de matériaux à changement de phase, création de batteries thermiques).
Le Groupe Eren est aussi un pôle industriel regroupant différentes filiales spécialisées, permettant d’économiser les ressources naturelles de manière rentable.
Le groupe Eren s'engage également dans le développement de la pratique du sport. C'est notamment à travers la Mouratoglou Academy & Resort que la pratique du tennis intensif intervient.
Eren Groupe est également présent dans le domaine musical : medici.tv est le leader mondial de la musique classique en vidéo.

## Histoire
Le Groupe Eren détient plus de 40 années d'engagement au service de la transition énergétique. Cette histoire débute en 1979 avec la création de la société ENERGIES SA par William Kriegel qui a pour coeur de métier la construction et l'exploitation de centrales hydroélectriques en Europe.
La société SITHE, spécialisée dans la cogénération et les cycles combinés gaz, prendra le relais pour être finalement côté en Bourse de New York en 1991 : elle devient l'un des deux plus grands producteurs indépendants d'électricité au monde.
Pâris Mouratoglou et David Corchia, les deux fondateurs du Groupe Eren avaient précédemment participé à la création puis la cession d’un leader mondial : EDF Énergies Nouvelles,en 2004 (anciennement nommée SIIF au milieu des années 1990). Ils en étaient respectivement fondateur et directeur général. Cette société est introduite en bourse en 2006 et cédée dans son intégralité à EDF en 2011.
En 2012, Pâris Mouratoglou et David Corchia créent le groupe EREN, qui se dote d'une filiale (Eren RE) dédiée au développement, financement et construction de centrales d'énergie renouvelable.
En 2015, Eren RE a réalisé une levée de fonds de près de 200 millions d’euros auprès de divers investisseurs dont BPI France et différentes sociétés d’investissement : Next World Group, Salvepar et FFP (famille Peugeot). En 2017, Total a acquis une participation minoritaire à Eren Renewable Energy. Elle prend alors le nom de "TOTAL EREN".
En parallèle, le Groupe Eren développe sa branche industries. En 2013, c'est d'ailleurs la création d'EREN INDUSTRIES, dont l'objet est de soutenir et financer le développement de technologies innovantes permettant d'économiser des ressources naturelles et de limiter les émissions de CO2.

## Développement
Le Groupe Eren ambitionne de devenir à l’horizon 2023, le premier groupe d’envergure internationale spécialisé dans l’économie des ressources naturelles. Le groupe souhaite se déployer dans les principaux pays émergents.

## Coopérations
Après l'entrée de Total (25 %), Petrobras, Total et Total Eren ont signé un Mémorandum d'entente de coopération concernant les énergies renouvelables.